# Зниження рівня Аральського моря
Зниження рівня Аральського моря — процес висихання (регресії) Аральського моря, який неодноразово зустрічався в історії. Нинішня регресія Аральського моря триває з кінця 1950-х років.

## Історичні висихання

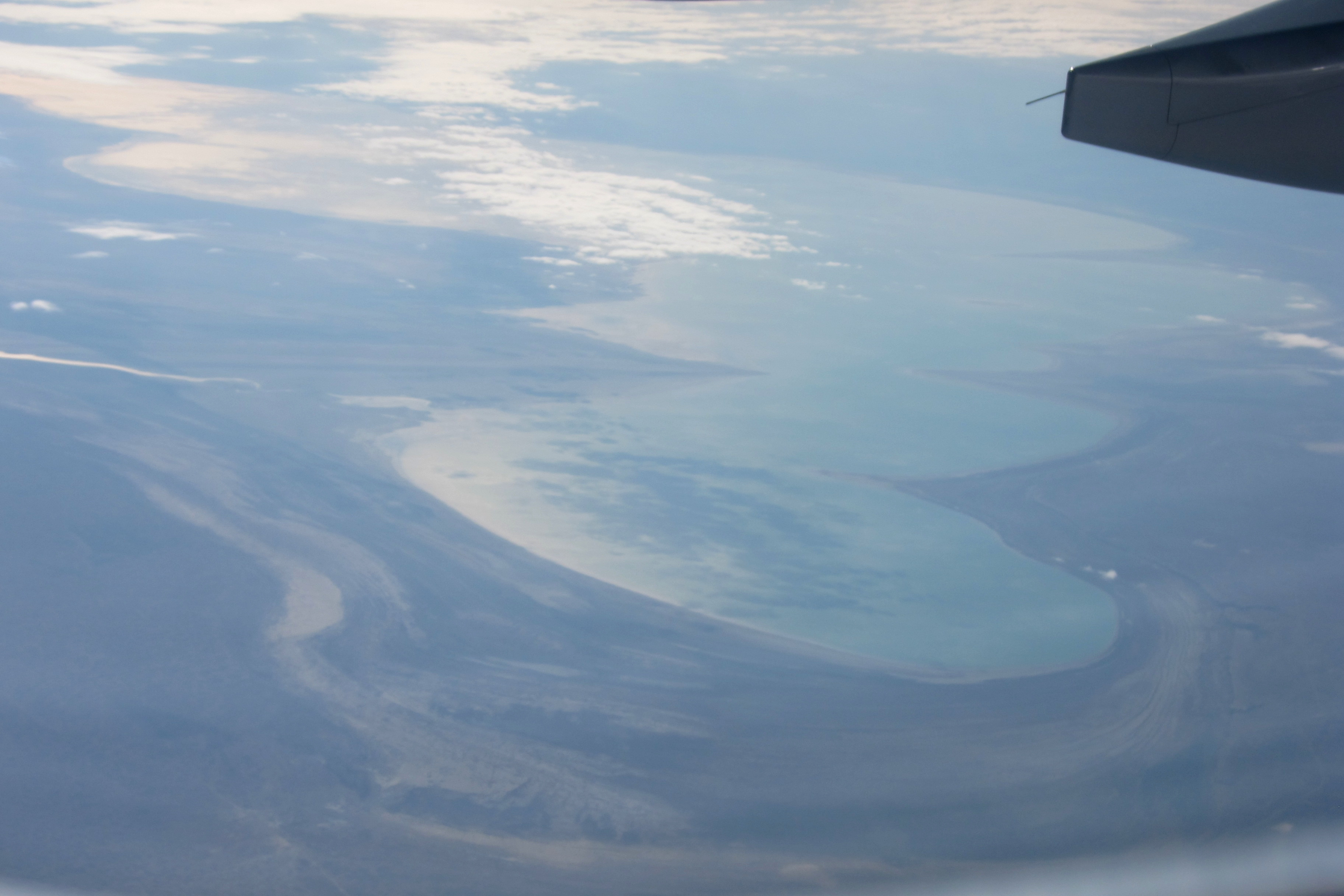
Аерознімок Північного Аральського моря

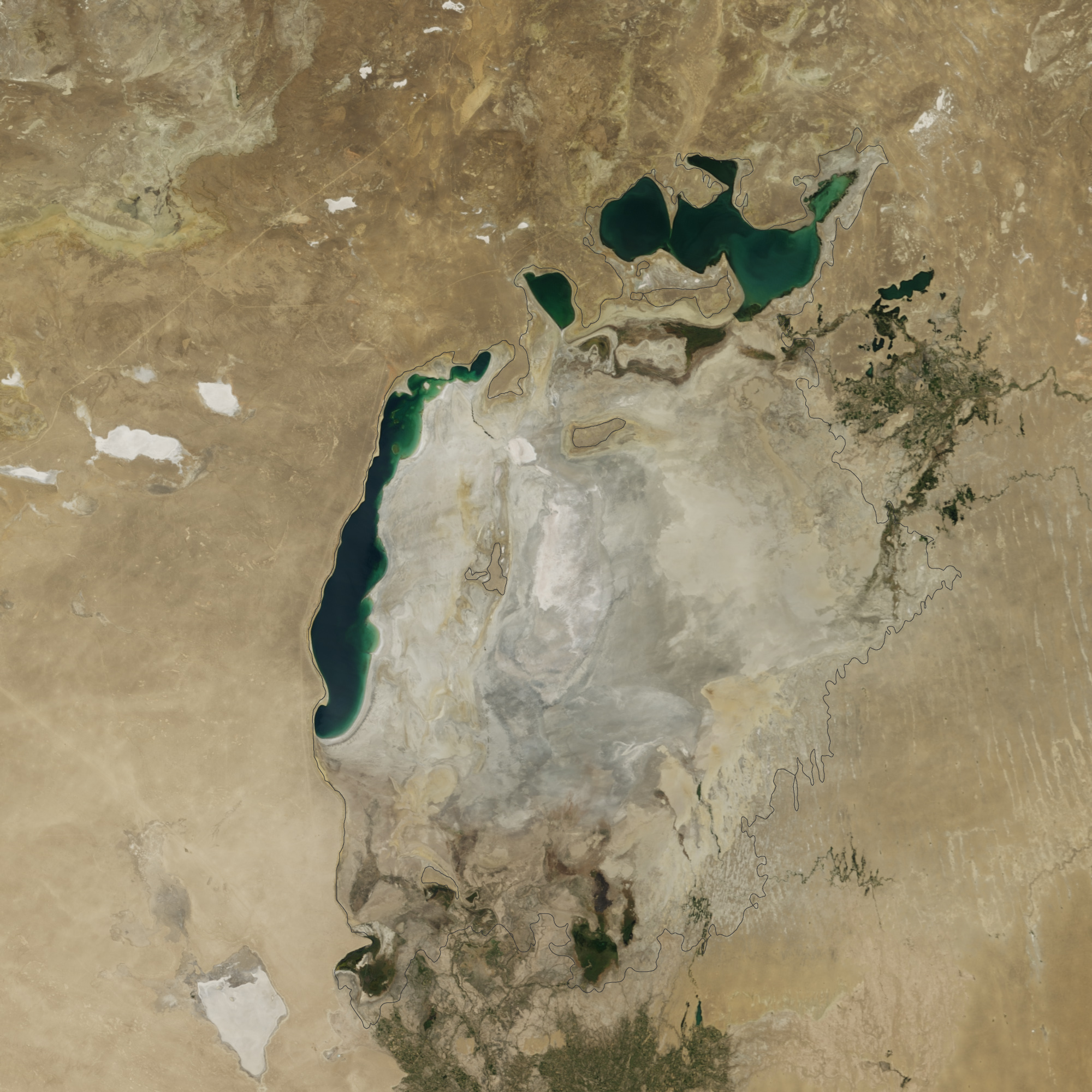
Аралкум у серпні 2014 року

Історія Аральського моря — це історія трансгресій і регресій. За останні 3000 років Аральське море зазнавало 5 регресій. Неодноразові зміни рівня моря доведені дослідженням донних відкладень. Рівень Аральського моря повністю залежить від стану річок, що його живлять. Жителі стародавнього Хорезму з античних часів управляли стоком Амудар'ї, змушуючи її текти або в Саракамиш, або в Арал, або в обидва водойми одночасно. При відсутності контролю Амудар'я з волі випадку повертала або в одному, або в іншому напрямку.
Остання глибока регресія сталася в IV столітті. Вона була обумовлена діяльністю жителів стародавнього Хорезму, які перенаправили русло Амудар'ї через озеро Саракамиш і річку Узбой в Каспійське море. Рівень Аральського моря впав до 30-32 м, що на 20 м нижче рівня 1950-х років і приблизно еквівалентно нинішнього стану.
З XIII по XIV і з XIV по XVI століття в нижній течії Амудар'ї і Саракамиш надходила досить велика кількість води, щоб в окремі моменти вона стікала в Узбой. Згідно з історичними свідченнями, в 1573 році Амудар'я повернула з Саракамишем в Аральське море. У той час місцеве населення втратило контроль над Амудар'єю, яка раніше штучно була повернена в Саракамиш. Надалі весь стік Амудар'ї надходив тільки в Аральське море. Після того, як стік в Саракамиш і Узбой припинився, останній невдовзі пересох.

## Причини висихання Аралу

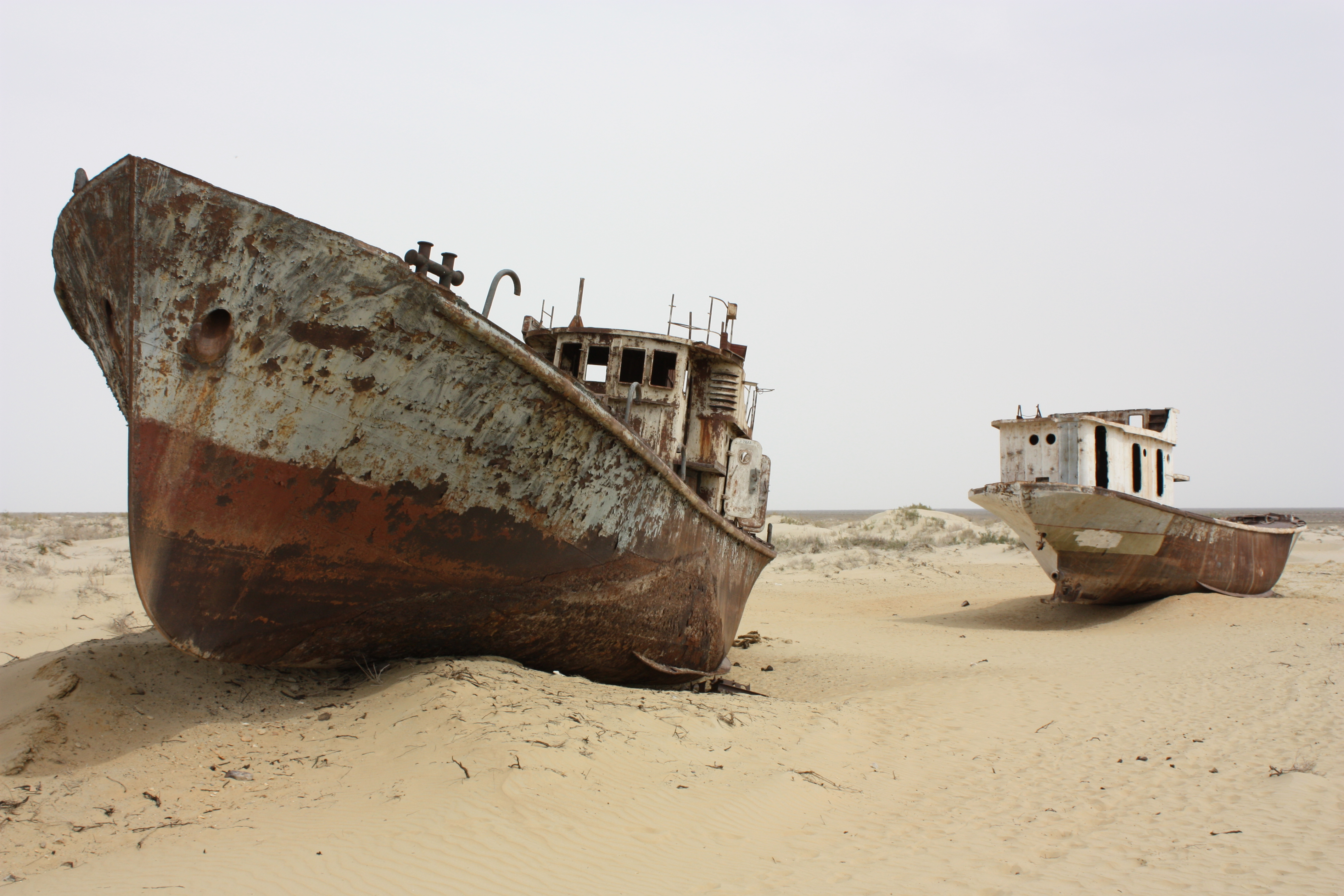
Покинуті кораблі

Серед можливих причин пересихання Аралу висуваються наступні:
- Бурхливий розвиток сільського господарства в Середній Азії, яке спричинило за собою забір великої кількості води з двох основних приток Аральського моря (Сирдар'ї і Амудар'ї) на потреби зрошення полів.
- Нераціональне природокористування.
- Розсіювання хмарних мас ЛЕП Волзької ГЕС[1].

Не виключено, що це природний процес, не пов'язаний або слабо пов'язаний з господарською діяльністю людини.

## Етапи висихання
До 1960 року стан Аральського моря залишалося цілком стабільним. За період спостережень з 1850 до 1960 року коливання його рівня не перевищували 3 м і були обумовлені виключно природними факторами. Площа Аральського моря в 1960 році становила 67 499 км², об'єм — 1089 км³, висота над рівнем моря — 53,4 м, солоність — в середньому 10 ‰.

Слайд-шоу висихання Аральського моря з 1960 по 2009 роки

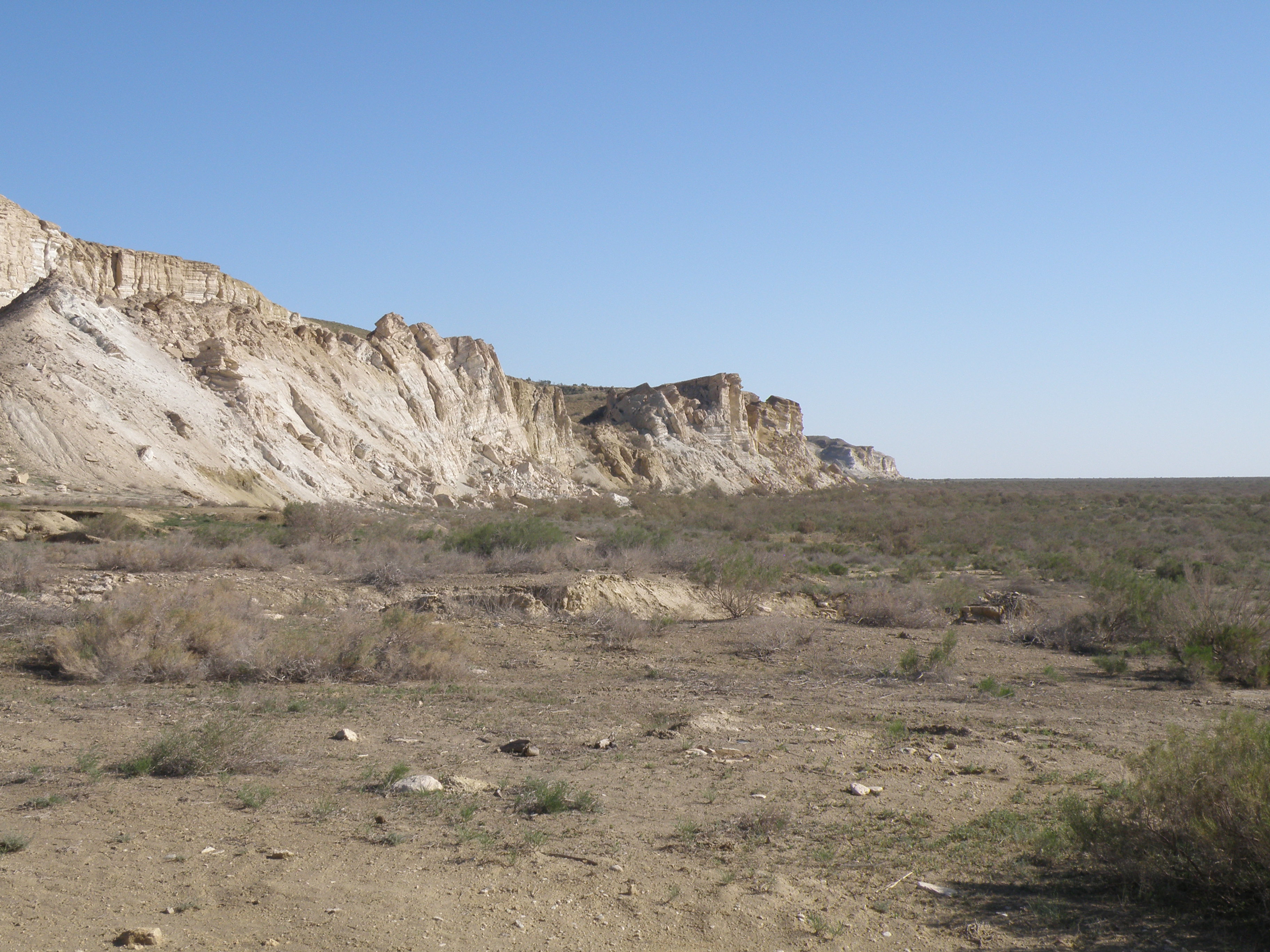
Колишній західний берег Аральського моря

Існує безліч різних думок щодо причин зникнення Аральського моря. Серед причин розглядають руйнування донного шару Аралу і перетікання його в Каспійське море і прилеглі озера. Є думка, що зникнення Аралу — процес природний, пов'язаний із загальним зміною клімату планети. Деякі дослідники бачать причину в деградації поверхні гірських льодовиків, їхньому запиленні і мінералізації опадів, що живлять річки Сирдар'ю і Амудар'ю. Однак найпоширенішою є все ж таки початкова версія — неправильний розподіл водних ресурсів, що живлять Арал. Річки Амудар'я і Сирдар'я, що впадають в Аральське море, раніше були основними артеріями, що живлять водойму. Колись вони доставляли в замкнуте море 60 км³ води в рік. Нині — близько 4-5 км³.
У 1930-х почалося будівництво зрошувальних каналів в Середній Азії, яке особливо інтенсифікувалося в кінці 1950-х. Аральське море стало міліти через те, що води головних річок — Амудар'ї і Сирдар'ї — у все більших обсягах йшли на зрошення. До 1974 року скорочення обсягу річкового стоку не було настільки катастрофічним, хоча водний баланс вже став негативним. Винятком став лише аномально багатоводний 1969 рік. Тоді почалося поступове падіння рівня водоймища і підвищення його солоності.
Порівняльна таблиця зміни показників по роках:
| Показники                | 1901 | 1960   | 1989   | 1990   | 2003   | 2004   | 2007   | 2008   | 2010   |
| ------------------------ | ---- | ------ | ------ | ------ | ------ | ------ | ------ | ------ | ------ |
| Рівень води, м           | 53,6 | 53,4   | 40     | 38,24  | 31     |        |        |        |        |
| Площа, км                |      | 67 499 | 40 000 | 36 800 | 18 240 | 17 200 | 14 183 | 10 579 | 13 900 |
| Обсяг, км³               |      | 1089   | 333    | 323    | 112,8  |        | 75     |        |        |
| Солоність, ‰             | 10   | 10     | 30     | 29     | 78     | 91     |        |        |        |
| Річковий стік, км³ / рік |      | 56     | 12,5   | 12,5   | 3,2    |        |        |        |        |

- Друга половина 1960-х років — Судоче озеро втратило зв'язок з Аральським морем. З'єднався з суходолом Акпеткінський архіпелаг.
- 1968–1969 — в результаті висихання протоки Аузи-Кокарал острів Кокарал перетворився на півострів.
- Кінець 1970-х років — зникли острови Толмачова, Кендирлі і Уяли. Приблизно в цей же час море відступило від міст Аральськ і Муйнак.
- 1989 рік — єдине Аральське море розпалося на Малий і Великий Арал. До цього часу площа водойми знизилася до 40 000 км², об'єм — до 333 км³, висота над рівнем моря становила 40 м. Солоність підвищилася в середньому до 30 ‰.
- 1997 рік — з'єднався з суходолом острів Барсакельмес.
- 2001 рік — Острів Відродження став півостровом.
- 2003 рік — Великий Арал розпався на західну і східну частини.
- 2004 рік — від східної частини відокремилося озеро Тущібас.
- 2005 рік — в протоці Берга побудована Кокаральська гребля для перешкоджання перетікання води з Малого Аралу в Великий Арал. Початок активного висихання Великого Аралу.
- 2009 рік — півострів Відродження став частиною суші. Східна частина Великого Аралу висохла. Всі частини Аральського моря зменшилися в розмірах.
- 2010 рік — влітку східна частина Великого Аралу наповнюється талими водами з Амудар'ї. Площа Східного і Північного Аралу, а також озера Тущібас збільшилася. Західний Арал дещо висох.
- 2011 рік — Східний і Північний Арал зменшилися в розмірах, Тущібас і Західний Арал трохи збільшилися.
- 2012 рік — площа Південного Аралу змінювалася з перемінним успіхом: супутникові знімки за травень-червень кажуть, що Аральське море дещо обміліло в порівнянні з попереднім роком[4]. У той же час знімок за 13 серпня свідчить, що східна частина моря значно збільшилася в розмірах[4]. Однак вже до 9 жовтня помітно значне зменшення площі Великого Аралу[4]. Площа Малого Аралу практично не змінювалася[4].
- 2013—2014 роки ознаменувалися зменшенням площі Великого Аралу. До серпня 2014 року східна водойма знову повністю пересохла[5][6]. Малий Арал залишається стабільним[7].

Після 2009 року східна частина Великого Аральського моря повністю висохла, однак в окремі періоди (літо 2010 і 2012  років) воно епізодично відновлювалося в колишніх розмірах завдяки весняній повені. Це можна пояснити зменшенням випаровування, яке прямо пропорційне площі водної поверхні. Рівень західної частині Великого Аральського моря залишається стабільним. Висихання Малого Аральського моря припинилося ще на початку 1990-х внаслідок будівництва ряду гідротехнічних споруд в протоці Берга.

## Наслідки
- Знищені майже вся фауна Аралу через сильне підвищення солоності води.
- Зміна кліматичних умов — велика посушливість і континентальність клімату в районі Аральського моря.
- Утворення пустелі Аралкум.
- Постійні пилові бурі, які розносять як пісок, так і отрутохімікати з дна висохлого моря — збільшення хвороб в регіоні.
- Острів Відродження, на якому в радянські часи випробували біологічну зброю перестав мати природний захист — небезпека потрапляння небезпечних бактерій на материк.
- Погіршення соціальної та економічної обстановки в приморських населених пунктах: Аральськ, Муйнак, Казахдар'ї та інших.